# 第6師団 (陸上自衛隊)

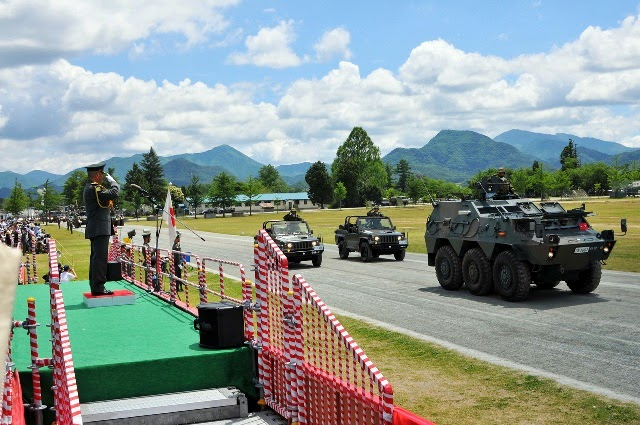
第6師団51周年・神町駐屯地57周年記念行事における観閲行進（2013年6月23日）

第6師団（だいろくしだん、JGSDF 6th Division）は、陸上自衛隊の師団のひとつである。東北方面隊麾下にあり、山形県東根市の神町駐屯地に司令部を置く。

## 概要
1個即応機動連隊および2個普通科連隊を基幹とする機動師団であり、師団長は、陸将をもって充てられる。東北地方3県（南東北3県：宮城、山形、福島）の防衛警備、災害派遣を任務とするほか、民生協力および国際貢献活動を行っている。

## 沿革

### 第6管区隊
- 1954年（昭和29年）
  - 8月10日：第6管区総監部および同付中隊が練馬駐屯地において編成完結[1][2]。
  - 8月23日：第6管区総監部および同付中隊が練馬駐屯地から福島駐屯地に移駐[2]（30日まで）[3]。
  - 9月10日：第6管区総監、隷下部隊に対し指揮権行使。第2普通科連隊、第5普通科連隊、第32独立特科大隊、第2陸曹教育隊等を隷下に編合。担当警備区域は青森県、岩手県、宮城県、秋田県、山形県、福島県、新潟県[4]。
  - 9月25日：第6特科連隊（郡山駐屯地）、第6特車大隊（相馬原駐屯地）、第6衛生大隊、第6施設大隊が編成完結。
  - 10月15日：第6偵察中隊（新町駐屯地）、第6補給隊、第6武器隊、第6通信隊、第6航空隊が編成完結。
  - 12月1日：総監部および同付中隊が福島駐屯地から多賀城駐屯地に移駐[2]（22日まで）[3]。
- 1955年（昭和30年）3月19日：第6管区総監部、多賀城駐屯部隊の開庁式[3]。
- 1956年（昭和31年）
  - 1月25日：第20普通科連隊が青森駐屯地において編成完結。
  - 3月31日：第6特車大隊が相馬原駐屯地から、第6偵察中隊が新町駐屯地から、大和駐屯地に移駐｡
  - 8月7日：第6管区隊が妙高山系において陸上自衛隊初の山地研究演習を実施（9日まで）[3]。
  - 11月12日：第1管区隊、第6管区隊による陸上自衛隊初の対抗指揮所演習（栃木県那須野一帯）が実施[3]。人員5,000名、車両900台が参加する（18日まで）[3]。
  - 11月15日：第20普通科連隊が青森駐屯地から神町駐屯地に移駐。
- 1957年（昭和32年）2月21日：部隊新編による編成替等。

1. 第9混成団の新編に伴い、青森県および岩手県の警備担当を第9混成団長に移管[5]。
2. 第5普通科連隊が第9混成団に隷属。
3. 第21普通科連隊が秋田駐屯地において編成完結。

- 1958年（昭和33年）
  - 3月27日：第2特科群が富士駐屯地から南仙台駐屯地に移駐し、隷下に編合[6]。
  - 6月17日：第22普通科連隊が仙台駐屯地において編成完結。
  - 6月26日：新潟県の警備担当を第1管区隊に移管[7]し、第2普通科連隊が第1管区隊に隷属。
- 1960年（昭和35年）1月14日：方面管区制施行により東北方面隊が創隊。

1. 第6管区隊が東北方面総監に隷属。
2. 第2特科群が東北方面総監に隷属。

1960年頃の主要編成
第20・第21・第22普通科連隊、第6特科連隊、第6特車大隊
- 1961年（昭和36年）
  - 8月5日：第22普通科連隊が仙台駐屯地から多賀城駐屯地に移駐[3]。
  - 8月10日：第6管区総監部および同付中隊が多賀城駐屯地から神町駐屯地に移駐[2]。
- 1962年（昭和37年）1月18日：第6特車大隊が第6戦車大隊に称号変更。第6航空隊が東北方面航空隊隷下に隷属替え。

### 第6師団
- 1962年（昭和37年）8月15日：第6師団が神町駐屯地において編成完結（乙師団・3個普通科連隊基幹）。

1. 第6管区総監部は第6師団司令部に、第6偵察中隊は第6偵察隊に、第6通信隊は第6通信大隊に、第6衛生大隊は第6衛生隊にそれぞれ称号変更。
2. 第6対戦車隊、第6輸送隊を新編。

※ 編成（第6師団司令部、第6師団司令部付隊、第20・第21・第22普通科連隊、第6特科連隊、第6戦車大隊、第6通信大隊、第6施設大隊、第6偵察隊、第6対戦車隊等）
1965年頃の主要編成
第20・第21・第22普通科連隊、第6特科連隊、第6戦車大隊
- 1967年（昭和42年）8月28日：羽越豪雨による災害発生に伴い災害派遣[8]。
- 1970年（昭和45年）3月10日：師団改編（甲師団化・4個普通科連隊基幹）。

1. 第44普通科連隊が福島駐屯地において編成完結。
2. 第6特科連隊（郡山駐屯地）に第4特科大隊および第5特科大隊第12射撃中隊を新編。
3. 第6戦車大隊（大和駐屯地）に第4戦車中隊を新編。
4. 第6施設大隊（神町駐屯地）に第4施設中隊を再編。

- 1975年（昭和50年）8月1日：第6音楽隊を神町駐屯地に新編。
- 1986年（昭和61年）8月：福島県南部の水害により、災害派遣出動。
- 1990年（平成02年）3月26日：第6師団の近代化改編

1. 第20・第21・第22・第44普通科連隊を自動車化連隊に改編。
2. 第6武器隊、第6補給隊、第6輸送隊、第6衛生隊を統合し、第6後方支援連隊を神町駐屯地に新編。
3. 第6特科連隊第6大隊を第6高射特科大隊として分離独立、師団直轄として神町駐屯地に新編。
4. 第6対戦車隊に重MAT小隊を新編。
5. 第6偵察隊に電子偵察小隊を新編。
6. 第6師団司令部付隊に化学防護小隊を新編。

1990年頃の主要編成
第20・第21・第22・第44普通科連隊、第6特科連隊、第6高射特科大隊、第6戦車大隊
- 1991年（平成03年）3月29日：戦車北転事業により、第6戦車大隊第4戦車中隊を廃止。
- 1994年（平成06年）3月28日：東北方面航空隊から第6飛行隊を隷下に編入。
- 1999年（平成11年）3月29日：第6師団改編[9]。

1. 秋田県の警備担当が第9師団となり、第21普通科連隊が第9師団に編成替え。
2. 第9師団隷下の第38普通科連隊が八戸駐屯地から多賀城駐屯地に移駐し、第6師団に隷属。即応予備自衛官指定部隊（コア部隊）に改編。
3. 第6戦車大隊に第4戦車中隊を再編。
4. 第6対戦車隊（大和駐屯地）を廃止。
5. 隷下各普通科連隊に対戦車中隊（重MAT装備）を新編。
6. 第6師団司令部付隊化学防護小隊を第6師団司令部付隊化学防護隊に改編。

- 2002年（平成14年）3月27日：第6師団司令部付隊化学防護隊が師団直轄として第6化学防護隊に改編。
- 2004年（平成16年）11月：第4次イラク復興支援群約500名を派遣。
- 2006年（平成18年）3月27日：即応近代化師団（3個普通科連隊基幹）に改編。

1. 第20・第22・第44普通科連隊に軽装甲機動車、01式軽対戦車誘導弾が配備。
2. 第6後方支援連隊の武器大隊を廃止し、第1・第2整備大隊に再編[10]。
3. 第6戦車大隊の第3戦車中隊、第4戦車中隊を廃止[11]。
4. 第38普通科連隊が東北方面混成団隷下に編入。

- 2007年（平成19年）：第20普通科連隊に基幹連隊指揮統制システム（ReCs）が配備される。
- 2008年（平成20年）6月：岩手・宮城内陸地震により、災害派遣出動。
- 2010年（平成22年）3月26日：第6化学防護隊を第6特殊武器防護隊に改編。
- 2011年（平成23年）3月：東日本大震災発生により、災害派遣出動。
- 2018年（平成30年）3月26日：第6師団隷下普通科連隊（20・22・44）本部管理中隊対戦車小隊が新編され、中距離多目的誘導弾が配備。
- 2019年（平成31年）
  - 3月25日：第6戦車大隊（大和駐屯地）を廃止。
  - 3月26日：機動師団に改編[12]。

  1. 第6師団司令部に火力調整部を設置[13]。
  2. 第22普通科連隊（多賀城駐屯地）を第22即応機動連隊に改編[12]。第22即応機動連隊隷下に第6戦車大隊を基幹とした機動戦闘車隊を大和駐屯地に新編[12]。

- 2020年（令和02年）
  - 3月25日：部隊廃止。

  1. 第6特科連隊（郡山駐屯地）を廃止[14]。
  2. 第6後方支援連隊第2整備大隊特科直接支援中隊（郡山駐屯地）を廃止。

  - 3月26日：第6情報隊を神町駐屯地に新編[15]。

2020年頃の主要編成
第22即応機動連隊、第20・第44普通科連隊、第6高射特科大隊

## 編成・駐屯地
編成
- 第6師団司令部
- 第22即応機動連隊（3個普通科中隊基幹）
- 第20普通科連隊（4個普通科中隊基幹）
- 第44普通科連隊（4個普通科中隊基幹）
- 第6後方支援連隊
- 第6高射特科大隊
- 第6施設大隊
- 第6通信大隊
- 第6偵察隊
- 第6情報隊
- 第6飛行隊
- 第6特殊武器防護隊
- 第6師団司令部付隊
- 第6音楽隊

駐屯地
- 神町駐屯地（山形県東根市）
  - 師団司令部および同付隊
  - 第20普通科連隊
  - 第6施設大隊
  - 第6通信大隊
  - 第6情報隊
  - 第6飛行隊（山形空港）（UH-1）
  - 第6特殊武器防護隊
  - 第6後方支援連隊
  - 第6音楽隊
- 多賀城駐屯地（宮城県多賀城市）
  - 第22即応機動連隊
- 福島駐屯地（福島県福島市）
  - 第44普通科連隊
- 郡山駐屯地（福島県郡山市）
  - 第6高射特科大隊
- 大和駐屯地（宮城県大和町）
  - 第6偵察隊
  - 第22即応機動連隊機動戦闘車隊

## 主要幹部
| 官職名                     | 階級    | 氏名     | 補職発令日     | 前職                            |
| -------------------------- | ------- | -------- | -------------- | ------------------------------- |
| 第6師団長                  | 陸将    | 若松純也 | 2025年03月24日 | 第1空挺団長 兼 習志野駐屯地司令 |
| 副師団長 兼 神町駐屯地司令 | 陸将補  | 貴島康二 | 2025年08月01日 | 第1高射特科団長                 |
| 幕僚長                     | 1等陸佐 | 堀口大助 | 2025年03月17日 | 中央即応連隊長                  |
| 火力調整部長               | 1等陸佐 | 中川理   | 2025年03月17日 | 陸上自衛隊教育訓練研究本部勤務  |

| 代          | 氏名        | 在職期間                                                 | 出身校・期              | 前職                                                        | 後職                                       |
| 第6管区総監 | 第6管区総監 | 第6管区総監                                              | 第6管区総監             | 第6管区総監                                                 | 第6管区総監                                |
| ----------- | ----------- | -------------------------------------------------------- | ----------------------- | ----------------------------------------------------------- | ------------------------------------------ |
| 01          | 栗山松一    | 1954年08月10日 - 1959年03月16日                          | 京都帝国大学 昭和2年卒  | （旭川駐とん地部隊長兼務） →1954年7月1日 第1管区総監部付    | 陸上幕僚監部付 →1959年7月31日 退職         |
| 02          | 新宮陽太    | 1959年03月17日 - 1959年07月31日                          | 陸士38期・ 陸大47期     | 陸上自衛隊富士学校長 兼 富士駐とん地司令                    | 東北方面隊準備本部長                       |
| 03          | 山田正雄    | 1959年08月01日 - 1962年07月31日                          | 東京帝国大学 昭和11年卒 | 陸上幕僚監部第2部長                                         | 第3師団長                                  |
| 04          | 關口八太郎  | 1962年08月01日 - 1962年08月14日                          | 東北帝国大学 昭和10年卒 | 第5師団長                                                   | 第6師団長                                  |
| 第6師団長   |             |                                                          |                         |                                                             |                                            |
| 01          | 關口八太郎  | 1962年08月15日 - 1965年03月15日                          | 東北帝国大学 昭和10年卒 | 第6管区総監                                                 | 西部方面総監                               |
| 02          | 田中光祐    | 1965年03月16日 - 1967年03月19日 ※1965年07月01日 陸将昇任 | 陸士46期・ 陸大52期     | 陸上幕僚監部第2部長 （陸将補）                              | 防衛大学校幹事                             |
| 03          | 濤川馨一    | 1967年03月20日 - 1969年06月30日                          | 東京帝国大学 昭和13年卒 | 陸上自衛隊幹部候補生学校長 兼 前川原駐とん地司令            | 陸上幕僚監部第5部長                        |
| 04          | 舞敏方      | 1969年07月01日 - 1971年06月30日                          | 陸士50期・ 陸大57期     | 陸上幕僚監部第1部長                                         | 陸上幕僚監部第5部長                        |
| 05          | 永田龍夫    | 1971年07月01日 - 1973年06月30日                          | 陸士51期                | 陸上自衛隊富士学校研究部長                                  | 退職                                       |
| 06          | 杉山三郎    | 1973年07月01日 - 1975年06月30日                          | 陸士52期・ 陸大60期     | 陸上自衛隊北海道地区補給処長 兼 島松駐とん地司令            | 退職                                       |
| 07          | 竹中義男    | 1975年07月01日 - 1977年03月15日                          | 陸士56期                | 在米大使館参事官 兼 防衛駐在官 →1975年6月1日 陸上幕僚監部付 | 陸上自衛隊富士学校長 兼 富士駐とん地司令   |
| 08          | 伊藤正康    | 1977年03月16日 - 1978年06月30日                          | 陸士56期                | 東部方面総監部幕僚長 兼 市ヶ谷駐とん地司令                  | 陸上自衛隊富士学校長 兼 富士駐とん地司令   |
| 09          | 小岩井千里  | 1978年07月01日 - 1980年06月30日                          | 陸士58期                | 防衛研修所副所長                                            | 退職                                       |
| 10          | 藤本松彦    | 1980年07月01日 - 1982年06月30日                          | 陸航士59期              | 第1ヘリコプター団長 兼 木更津駐とん地司令                   | 退職                                       |
| 11          | 青砥聖      | 1982年07月01日 - 1984年06月30日                          | 陸士61期                | 統合幕僚会議事務局第5幕僚室長                               | 中部方面総監                               |
| 12          | 大塚瑞夫    | 1984年07月01日 - 1986年06月16日                          | 早稲田大学 昭和29年卒   | 東北方面総監部幕僚長                                        | 東北方面総監                               |
| 13          | 中尾時久    | 1986年06月17日 - 1987年12月10日                          | 防大1期                 | 陸上幕僚監部装備部長                                        | 陸上幕僚副長                               |
| 14          | 安藤克彦    | 1987年12月11日 - 1990年03月15日                          | 中央大学 昭和31年卒     | 陸上自衛隊航空学校長 兼 明野駐屯地司令                      | 退職                                       |
| 15          | 山崎友久    | 1990年03月16日 - 1992年06月15日                          | 防大3期                 | 中部方面総監部幕僚長 兼 伊丹駐屯地司令                      | 退職                                       |
| 16          | 澤田良男    | 1992年06月16日 - 1993年06月30日                          | 防大6期                 | 陸上幕僚監部教育訓練部長                                    | 防衛大学校幹事                             |
| 17          | 石田潔      | 1993年07月01日 - 1995年06月29日                          | 防大7期                 | 北部方面総監部幕僚長 兼 札幌駐屯地司令                      | 陸上自衛隊富士学校長 兼 富士駐屯地司令     |
| 18          | 磯島恒夫    | 1995年06月30日 - 1996年06月30日                          | 防大9期                 | 陸上幕僚監部防衛部長                                        | 陸上幕僚副長                               |
| 19          | 新井宏      | 1996年07月01日 - 1997年06月30日                          | 防大9期                 | 東北方面総監部幕僚長 兼 仙台駐屯地司令                      | 陸上自衛隊幹部学校長 兼 目黒駐屯地司令     |
| 20          | 山口義廣    | 1997年07月01日 - 1998年06月30日                          | 防大11期                | 統合幕僚会議事務局第5幕僚室長                               | 陸上幕僚副長                               |
| 21          | 村田雄二郎  | 1998年07月01日 - 2000年06月29日                          | 防大10期                | 防衛研究所副所長                                            | 退職                                       |
| 22          | 樋口譲次    | 2000年06月30日 - 2001年12月02日                          | 防大13期                | 陸上自衛隊幹部学校副校長                                    | 陸上自衛隊幹部学校長 兼 目黒駐屯地司令     |
| 23          | 吉川洋利    | 2001年12月03日 - 2002年12月01日                          | 防大14期                | 防衛研究所副所長                                            | 防衛大学校幹事                             |
| 24          | 大久保博一  | 2002年12月02日 - 2004年08月29日                          | 防大15期                | 東部方面総監部幕僚長 兼 朝霞駐屯地司令                      | 陸上自衛隊補給統制本部長 兼 十条駐屯地司令 |
| 25          | 中村信悟    | 2004年08月30日 - 2005年07月27日                          | 防大17期                | 東部方面総監部幕僚長 兼 朝霞駐屯地司令                      | 防衛大学校幹事                             |
| 26          | 宗像久男    | 2005年07月28日 - 2006年08月03日                          | 防大18期                | 陸上幕僚監部防衛部長                                        | 陸上幕僚副長                               |
| 27          | 角南俊彦    | 2006年08月04日 - 2009年03月23日                          | 防大19期                | 東部方面総監部幕僚長 兼 朝霞駐屯地司令                      | 中部方面総監                               |
| 28          | 安部隆志    | 2009年03月24日 - 2010年07月25日                          | 生徒15期・ 防大21期     | 西部方面総監部幕僚長 兼 健軍駐屯地司令                      | 陸上自衛隊補給統制本部長 兼 十条駐屯地司令 |
| 29          | 久納雄二    | 2010年07月26日 - 2011年08月04日                          | 防大22期                | 西部方面総監部幕僚長 兼 健軍駐屯地司令                      | 陸上幕僚副長                               |
| 30          | 日髙政広    | 2011年08月05日 - 2012年07月25日                          | 防大23期                | 中部方面総監部幕僚長 兼 伊丹駐屯地司令                      | 中央即応集団司令官                         |
| 31          | 岡部俊哉    | 2012年07月26日 - 2013年08月26日                          | 防大25期                | 陸上幕僚監部教育訓練部長                                    | 防衛大学校幹事                             |
| 32          | 小川清史    | 2013年08月27日 - 2014年08月04日                          | 防大26期                | 陸上幕僚監部装備部長                                        | 陸上自衛隊幹部学校長 兼 目黒駐屯地司令     |
| 33          | 川﨑朗      | 2014年08月04日 - 2015年08月03日                          | 防大24期                | 陸上自衛隊九州補給処長 兼 目達原駐屯地司令                  | 退職                                       |
| 34          | 掛川壽一    | 2015年08月04日 - 2016年06月30日                          | 防大26期                | 第13旅団長                                                  | 退職                                       |
| 35          | 上尾秀樹    | 2016年07月01日 - 2017年08月07日                          | 防大29期                | 第15旅団長                                                  | 防衛大学校幹事                             |
| 36          | 清田安志    | 2017年08月08日 - 2019年03月31日                          | 防大29期                | 第12旅団長                                                  | 統合幕僚学校長                             |
| 37          | 蛭川利幸    | 2019年04月01日 - 2021年03月25日                          | 防大31期                | 中部方面総監部幕僚長 兼 伊丹駐屯地司令                      | 陸上自衛隊富士学校長 兼 富士駐屯地司令     |
| 38          | 鬼頭健司    | 2021年03月26日 - 2023年03月29日                          | 東京大学 昭和63年卒     | 東部方面総監部幕僚長 兼 朝霞駐屯地司令                      | 退職                                       |
| 39          | 楠見晋一    | 2023年03月30日 - 2025年03月23日                          | 防大33期                | 西部方面総監部幕僚長 兼 健軍駐屯地司令                      | 退職                                       |
| 40          | 若松純也    | 2025年03月24日 -                                         | 防大36期                | 第1空挺団長 兼 習志野駐屯地司令                             |                                            |

## 警備地区
第6警備地区：
1. 青森県、岩手県、宮城県、秋田県、山形県、福島県、新潟県[4]：1954年（昭和29年）から。第6管区隊が編成。
2. 山形県、秋田県、宮城県、福島県、新潟県：1957年（昭和32年）2月21日から。第9混成団の新編に伴い、青森県および岩手県の警備担当を第9混成団長に移管[5]。
3. 山形県、秋田県、宮城県、福島県：1958年（昭和33年）6月26日から。新潟県の警備担当を第1管区隊に移管[7]。
4. 山形県・宮城県・福島県：1999年（平成11年）3月29日。秋田県の警備担当を第9師団に移管。

警備隊区：
- 第22即応機動連隊：多賀城市、塩竈市、東松島市、石巻市、名取市、岩沼市、登米市、気仙沼市、栗原市、大崎市、仙台市、七ヶ浜町、松島町、女川町、南三陸町、美里町、涌谷町、利府町
- 第20普通科連隊：
  - 本部管理中隊：県内全域
  - 第1普通科中隊：最上地区
  - 第2普通科中隊：庄内北部地区
  - 第3普通科中隊：村山地区
  - 第4普通科中隊：置賜地区
  - 重迫撃砲中隊：庄内南部地区
- 第44普通科連隊：福島県中通り北部、浜通り北部

## 過去の隷下部隊、廃止部隊
- 第6武器隊：1990年（平成2年）3月25日廃止。第6後方支援連隊武器隊に改編。
- 第6補給隊：1990年（平成2年）3月25日廃止。第6後方支援連隊補給隊に改編。
- 第6輸送隊：1990年（平成2年）3月25日廃止。第6後方支援連隊輸送隊に改編。
- 第6衛生隊：1990年（平成2年）3月25日廃止。第6後方支援連隊衛生隊に改編。
- 第6対戦車隊：1999年（平成11年）3月28日廃止。第6師団隷下普通科連隊対戦車中隊の一部に改編。
- 第6師団司令部付隊化学防護小隊：1999年（平成11年）3月28日廃止。第6司令部付隊化学防護隊に改編。
- 第6師団司令部付隊化学防護隊：2002年（平成14年）3月26日廃止。第6化学防護隊に改編。
- 第38普通科連隊：2006年（平成18年）3月27日　東北方面混成団隷下に異動。
- 第6化学防護隊：2010年（平成22年）3月25日廃止。第6特殊武器防護隊に改編。
- 第22普通科連隊：2019年（平成31年）3月25日廃止。第22即応機動連隊に改編。
- 第6戦車大隊：2019年（平成31年）3月25日廃止。第22即応機動連隊機動戦闘車隊に改編。
- 第6特科連隊：2020年（令和02年）3月26日廃止。東北方面特科連隊の一部に改編。